# Corticiruptor
Corticiruptor is een geslacht van schimmels uit de klasse Lecanoromycetes. 

## Soorten
Volgens Index Fungorum telt het geslacht twee soorten (peildatum september 2023):
| Soortnaam                | Auteur(s)                      | Publicatiejaar |
| ------------------------ | ------------------------------ | -------------- |
| Corticiruptor abeloneae  | (P.M. Jørg.) Wedin & Hafellner | 1998           |
| Corticiruptor corallinus | Etayo                          | 2008           |